# Order Suche Batora
Order Suche Batora (mong. Сүхбаатарын одон) – najwyższe odznaczenie państwowe (order) Mongolskiej Republiki Ludowej oraz Mongolii współczesnej, przyznawane zarówno za zasługi cywilne, jak i wojskowe.

## Historia
Order Suche Batora został ustanowiony 16 maja 1941 na cześć mongolskiego dowódcy wojskowego i przywódcy ruchu rewolucyjnego Damdina Suche Batora, analogicznie do radzieckiego Orderu Lenina.
Order był nadawany przez Mały Churał Państwowy Mongolii zarówno osobom fizycznym, jak i jednostkom wojskowym, przedsiębiorstwom, placówkom oświatowym czy organizacjom społecznym za osiągnięcia w działalności kulturalnej oraz gospodarczej. Nagradzano nim także za bohaterstwo i odwagę w walce z wrogiem zewnętrznym lub wewnętrznym. Przyznawano go w dwóch odmianach.
Order Suche Batora noszony jest jako pierwszy, na lewej piersi. Order otrzymują również wszyscy wyróżnieni Tytułem Bohatera Mongolii. 

## Opis odznaki
Order Suche Batora wykonany jest z trzech oddzielnych części, które następnie łączy się za pomocą sztyftów. Odznaką Orderu jest wypukła pięcioramienna gwiazda wykonana ze złota, między końcami której umieszczone są płaskie zaostrzone promienie różnej wielkości, wykonane ze srebra i pokryte niebieską emalią. W centrum złotej gwiazdy umieszczony jest platynowy medalion z popiersiem Damdina Suche Batora otoczony złotym wieńcem. Nad medalionem umieszczony jest rozwinięty czerwony rewolucyjny sztandar ze złotymi frędzlami i napisem „СҮХБААТАР”, a pod nim emaliowana czerwona gwiazda. Rewers jest gładki, lekko wklęsły z gwintowanym sztyftem i nakrętką do przypięcia orderu na ubranie.

## Odznaczeni
Niektórzy wyróżnieni Orderem Suche Batora:
Obywatele Mongolii i mongolskie organizacje społeczne
- Jumdżagijn Cedenbal – Prezydent Mongolii i Przewodniczący Prezydium Wielkiego Churału Ludowego (sześciokrotnie)[2]
- Chorlogijn Czojbalsan – marszałek i premier Mongolii (trzykrotnie)
- Sembijn Gonczigsumlaa (1988)[3]
- Towarzystwo Przyjaźni Mongolsko-Radzieckiej

Obcokrajowcy i podmioty zagraniczne
- Józef Stalin – Generalissimus Związku Radzieckiego, pierwszy obcokrajowiec, któremu nadano ten order[4] (ZSRR)
- Siergiej Achromiejew – Marszałek Związku Radzieckiego (ZSRR)
- Iwan Bagramian – Marszałek Związku Radzieckiego (ZSRR)
- Paweł Batow – gen. armii Armii Radzieckiej (ZSRR)
- Leonid Breżniew – Sekretarz Generalny KC KPZR i Przewodniczący Prezydium Rady Najwyższej ZSRR (czterokrotnie: 1966, 1971, 1976, 1981, ZSRR)
- Siemion Budionny – Marszałek Związku Radzieckiego (dwukrotnie, ZSRR)
- Wasilij Czujkow – Marszałek Związku Radzieckiego (ZSRR)
- Henryk Jabłoński – Przewodniczący Rady Państwa (PRL)
- Wojciech Jaruzelski – gen. armii Wojska Polskiego (1977, PRL)
- Mstisław Wsiewołodowicz Kiełdysz – matematyk i mechanik, profesor Uniwersytetu Moskiewskiego (ZSRR)
- Iwan Koniew – Marszałek Związku Radzieckiego (dwukrotnie: 1961, 1971, ZSRR)
- Wiktor Kulikow – Marszałek Związku Radzieckiego (1981, ZSRR)
- Władimir Lachow – kosmonauta, pułkownik lotnictwa Armii Radzieckiej (ZSRR)
- Rodion Malinowski – Marszałek Związku Radzieckiego (1961, ZSRR)
- Igor Moisiejew – rosyjski tancerz i choreograf (ZSRR)
- Wasilij Pietrow – Marszałek Związku Radzieckiego (ZSRR)
- Issa Plijew – gen. armii Armii Radzieckiej (trzykrotnie, ZSRR)
- Aleksander Pokryszkin – marszałek lotnictwa Związku Radzieckiego (ZSRR)
- Konstanty Rokossowski – Marszałek Polski i Marszałek Związku Radzieckiego (ZSRR)
- Siergiej Sokołow – Marszałek Związku Radzieckiego (dwukrotnie: 1971, 1986, ZSRR)
- Walentina Tierieszkowa – kosmonautka, generał lotnictwa Armii Radzieckiej (ZSRR)
- Josip Broz Tito – Prezydent Jugosławii (1968, SFRJ)
- Gierman Titow – kosmonauta, pułkownik lotnictwa Armii Radzieckiej (ZSRR)
- Dmitrij Ustinow – Marszałek Związku Radzieckiego (trzykrotnie: 1975, 1978, 1981, ZSRR)
- Aleksandr Wasilewski – Marszałek Związku Radzieckiego (dwukrotnie: 1966, 1971, ZSRR)
- Nikołaj Woronow – główny marszałek artylerii Związku Radzieckiego (ZSRR)
- Klimient Woroszyłow – Marszałek Związku Radzieckiego (dwukrotnie, ZSRR)
- Gieorgij Żukow – Marszałek Związku Radzieckiego (trzykrotnie: 1968, 1969, 1971, ZSRR)
- Uniwersytet Moskiewski (ZSRR)